# Теобромин
Теоброминът е бял неразтворим кристален алкалоид с химическа формула C7H8N4O2. Има температура на топене 337 °C.
Изомерен е на теофилина, като и двата алкалоида се срещат в чая и имат медицинско приложение.